# 10-4 Byggecenter & Tømmerhandel
10-4 Byggecenter & Tømmerhandel er en dansk byggemarkedskæde, stiftet i Ringkøbing hvor hovedkontoret også er placeret.
10-4 Byggecenter & Tømmerhandel blev stiftet i 1947 af Henry Kjeldsen og bliver i dag ledet af sønnen Jens Kjeldsen og barnebarnet Kasper Kjeldsen.[kilde mangler] Kæden har i dag ca. 250 medarbejdere,[kilde mangler] 6 fysiske butikker i Aarhus, Viborg, Ulfborg, Videbæk, Varde og Ringkøbing og en webshop. 
Udtrykket 10-4 er hentet fra trucker- og politisprog, og betyder at situationen og tingene er i orden. Udtrykket 10-4 er også kendt fra filmen Convoy (en) fra 1978. 